# Hùng Sơn, Đại Từ
Hùng Sơn là thị trấn huyện lỵ của huyện Đại Từ, tỉnh Thái Nguyên, Việt Nam.

## Địa lý
Thị trấn Hùng Sơn nằm ở trung tâm của huyện Đại Từ, thuộc lưu vực sông Công, cách thành phố Thái Nguyên khoảng 25 km và cách khu du lịch hồ Núi Cốc khoảng 10 km, có vị trí địa lý:
- Phía đông giáp các xã Tân Thái, Hà Thượng
- Phía tây giáp xã Tiên Hội
- Phía nam giáp các xã Bình Thuận, Khôi Kỳ
- Phía bắc giáp xã Tân Linh.

Thị trấn Hùng Sơn có diện tích 14,63 km², dân số năm 2018 là 25.051 người, mật độ dân số đạt 998 người/km².
Thị trấn Hùng Sơn nằm ven tuyến quốc lộ 37 đi Tuyên Quang. Ngoài ra còn có tỉnh lộ 260 nối với thành phố Thái Nguyên và khu du lịch hồ Núi Cốc; tỉnh lộ 261 nối với các xã phía nam và thành phố Phổ Yên và tuyến đường sắt Quan Triều - Núi Hồng cũng đi qua phần phía bắc thị trấn.
Thị trấn có hai tuyến xe buýt nối với thành phố Thái Nguyên và một số xã khác trong huyện.

## Lịch sử
Sau Cách mạng Tháng Tám, Hùng Sơn là một xã thuộc huyện Đại Từ. Năm 1953, xã Hùng Sơn được chia thành ba xã: Hùng Sơn, Tân Thái và Bình Thuận.
Tháng 8 năm 1958, một phần diện tích và dân số của xã Hùng Sơn được tách ra để thành lập thị trấn Đại Từ, thị trấn huyện lỵ huyện Đại Từ.
Ngày 13 tháng 12 năm 2013, Chính phủ ban hành Nghị quyết số 124/NQ-CP. Theo đó, sáp nhập toàn bộ diện tích và dân số của xã Hùng Sơn vào thị trấn Đại Từ để thành lập thị trấn Hùng Sơn.
Ngày 14 tháng 5 năm 2019, thị trấn Hùng Sơn được Bộ Xây dựng công nhận là đô thị loại IV.
Đến cuối năm 2019, thị trấn Hùng Sơn được chia thành 20 tổ dân phố: An Long, Bàn Cờ, Cầu Thành 1, Cầu Thành 2, Cầu Thông 1, Cầu Thông 2, Chợ 1, Chợ 2, Đá Mài, Đình, Đồng Trũng, Liên Giới, Liên Sơn, Mới, Phú Thịnh, Sơn Hà, Sơn Tập 1, Sơn Tập 2, Sơn Tập 3, Trung Hòa và 7 xóm: 2, 8, Đồng Cả, Đồng Khuôn, Hàm Rồng, Xuân Đài, Vân Long.
Ngày 23 tháng 7 năm 2019, sáp nhập xóm 8 và tổ dân phố Đá Mài thành tổ dân phố Hợp Thành, sáp nhập hai tổ dân phố Mới và Sơn Tập 1 thành tổ dân phố Tân Sơn.

## Hành chính
Thị trấn Hùng Sơn được chia thành 19 tổ dân phố: An Long, Bàn Cờ, Cầu Thành 1, Cầu Thành 2, Cầu Thông 1, Cầu Thông 2, Chợ 1, Chợ 2, Đình, Đồng Trũng, Hợp Thành, Liên Giới, Liên Sơn, Phú Thịnh, Sơn Hà, Sơn Tập 2, Sơn Tập 3, Tân Sơn, Trung Hòa và 6 xóm: 2, Đồng Cả, Đồng Khuôn, Hàm Rồng, Xuân Đài, Vân Long.

## Danh nhân
- Đồng Doãn Khuê[7]